# (29721) 1999 AC21
(29721) 1999 AC21 est un astéroïde de la ceinture principale découvert en 1999.

## Description
(29721) 1999 AC21 a été découvert le 13 janvier 1999 à l'observatoire Gekko, situé à Shizuoka (Japon), par Tetsuo Kagawa.

### Caractéristiques orbitales
L'orbite de cet astéroïde est caractérisée par un demi-grand axe de 2,36 ua, un périhélie de 2,09 ua, une excentricité de 0,12 et une inclinaison de 6,43° par rapport à l'écliptique. Du fait de ces caractéristiques, à savoir un demi-grand axe compris entre 2 et 3,2 ua et un périhélie supérieur à 1,666 ua, il est classé, selon la JPL Small-Body Database, comme objet de la ceinture principale d'astéroïdes.

### Caractéristiques physiques
(29721) 1999 AC21 a une magnitude absolue (H) de 15,3 et un albédo estimé à 0,186.